# Shadow DN9
O  DN9  é o modelo da Shadow das temporadas de 1978 e 1979 da F1. Foi guiado por Elio De Angelis, Jan Lammers, Danny Ongais, Clay Regazzoni e Hans-Joachim Stuck.